# Никола Йокич
Никола Йокич (на сръбски: Никола Јокић/Nikola Jokić) е сръбски баскетболист, играещ като център за Денвър Нъгетс и сръбския национален отбор. Изиграва ключова роля за спечелването на първата шампионска титла в историята на Денвър през сезон 2022/23, като става и най-полезен играч във финалната серия, спечелена с 4:1 успеха срещу Маями Хийт.
Йокич е играчът, записал най-бързият трипъл дабъл в историята на НБА (14 минути и 33 секунди) и е най-успешният европеец по този показател в асоциацията. 7 пъти участва в мача на звездите (2019 – 2025), трикратен носител на наградата за Най-полезен играч в НБА (MVP) – 2021, 2022 и 2024 г.

## Клубна кариера
През 2012 г. подписва с тима на Мега Баскет. През сезон 2014/15 става MVP на Адриатическата лига и е избран за най-добър млад играч на сезона, избран е 5 пъти за играч на кръга. Също достига полуфиналите в сръбската Суперлига. През лятото на 2015 г., година след като е изтеглен в драфта на НБА, преминава в Денвър Нъгетс. През първия си сезон изиграва 80 мача (55 като титуляр), в които средно вкарва по 10 точки и записва 7 борби. На 1 февруари 2016 г. прави най-силния си мач от кампанията с 27 точки и 14 борби срещу Торонто Раптърс. Завършва трети в гласуването за новобранец на годината и е избран в идеалния тим на новобранците.
През сезон 2016/17 записва средно по 16 точки и 9.8 борби. На 3 февруари 2017 г. записва първия си трипъл-дабъл (20 точки, 13 борби и 11 асистенции) срещу Милуоки Бъкс. Общо през сезона отбелязва шест пъти трипъл-дабъл. Центърът е на четвърто място по този показател след имена като Ръсел Уестбрук, Джеймс Хардън и ЛеБрон Джеймс. Йокич завършва втори в гласуването за наградата за най-развил се играч, както и втори в конкурса за асистенция на сезона.
През ноември 2017 г. е избран за играч на седмицата в Западната конференция след 41 точки срещу Бруклин Нетс. На 15 февруари 2018 г. записва най-бързия трипъл-дабъл в историята на НБА – 30 точки, 15 борби и 17 асистенции в мача с Милуоки за 14 минути и 33 секунди, подобрявайки рекорда на Джим Тъкър от 1955 г. През април 2018 г. отново става играч на седмицата на конференцията.
На 9 юли 2018 г. преподписва с Денвър за още 5 сезона. На 28 октомври 2018 г. записва трипъл дабъл срещу Финикс Сънс, като е вторият играч след Уилт Чембърлейн, който прави трипъл дабъл с повече от 30 точки и нито веднъж не пропуска стрелба от двойката. Избран е за играч на седмицата в първата седмица от сезона. През януари 2019 г. записва своя 20-ти трипъл дабъл в кариерата – 29 точки, 11 борби и 10 асистенции срещу Маями Хийт, като е третият най-млад баскетболист с подобно постижение (след Оскар Робъртсън и Меджик Джонсън). На 31 януари 2019 г. за първи път играе в Мача на звездите. През сезона Йокич за първи път достига плейфоната фаза, където Денвър отпада от Портланд Трейл Блейзърс във втория кръг. Йокич заедно с Андре Дръмонд записва средно по 13 борби на мач в плейофната фаза, което е водещ показател. В края на сезон 2018/19 е избран в идеалния тим на сезона.
През сезон 2019/20 отново е лидер на Нъгетс с 19.9 точки и 9.7 борби средно на мач. В срещата с Юта Джаз на 4 февруари 2020 г. отбелязва 30 точки, 21 борби и 10 асистенции, което е първо подобно достижение в НБА за последните 4 сезона. Йокич участва за втори път в Мача на звездите, а Денвър достигат до финала на конференцията, където губят от бъдещия шампион Лос Анджелис Лейкърс. Сърбинът е избран във втората петица на отбора на сезона в асоциацията.
Йокич стартира сезон 2020/21 с 4 трипъл-дабъла в първите 6 срещи, а през януари става баскетболист на месеца в Западната конференция и играч на седмицата в две поредни издания. На 6 февруари 2021 г. записва 50 точки и 10 асистенции срещу Сакраменто Кингс, като е едва третият играч на Денвър с 50 точки в един мач от 2000 г. насам след Ален Айверсон и Кармело Антъни. През кампанията Денвър достига до полуфиналите на конференцията, където обаче е остранен от Финикс Сънс. Записва 27.1 точки и 10.8 борби, като печели трофея за най-полезен играч в редовния сезон. Същата година за първи път представители на една държава стават MVP в НБА и Евролигата – Василие Мицич от Анадолу Ефес печели приза за най-полезен играч в Евролигата.
През декември 2021 г. задминава Лари Бърд по брой трипъл-дабъли в лигата, след като прави трипъл-дабъл номер 60 при загубата с 97:109 от Чикаго Булс. Същият месец записва в два поредни мача над 25 точки, 20 борби и 5 асистенции, което е първият такъв случай от Чарлс Баркли през 1988 г. В годишната анкета на генералните мениджъри Йокич е посочен като най-добрия център в НБА. Силната му форма продължава и през януари, когато е избран за играч на месеца в Западната конференция. Отново получава този приз за мачовете през март и април. За втори пореден сезон е най-полезен играч в Лигата, но Денвър отпада от битката за титлата още в началото на плейофите.
На 1 юли 2022 г. подписва нов договор за 5 години на обща стойност 264 милиона долара, най-скъпият в историята на НБА. Денвър успява да сформира боеспособен състав покрай Йокич, най-вече благодарение на завърналия се от контузия Джамал Мъри, приносите в защита на Брус Браун и привличането на Кенватиус Калдуел-Поуп. В този състав Денвър прави най-силния си редовен сезон в историята, като завършва на първо място в класирането на Западната Конференция. Йокич продължава да чупи рекорди, като става най-често участвалия играч на Денвър в Мача на звездите (5) и първият играч на тима с два поредни приза за Играч на месеца (януари и февруари). Става и шестият играч в историята на НБА със 100 трипъл-дабъла.
В мач 4 от полуфиналната серия на конференцията срещу Финикс Сънс вкарва 53 точки и добавя 11 асистенции, което е негов личен рекорд в плейофна серия. Денвър побеждава с 4:2 успеха и се класира на финала на конференцията. След като Нъгетс отстранява Лос Анджелис Лейкърс на финала на конференцията, Йокич получава приза за най-полезен играч на Запад. В тази серия той записва 27.8 точки, 14.5 борби и 11.8 асистенции.
Йокич става най-успешният дебютант във финална серия, след като в първия мач срещу Маями Хийт вкарва 27 точки, добавя 14 асистенции и 10 борби. Денвър губи втория двубой от „горещите“, като Никола вкарва 41 точки в него. Нъгетс се връща на победния ход в третия мач, в който Йокич става първият играч, вкарвал на финал поне 30 точки, записал поне 20 борби и дал поне 10 асистенции. Денвър триумфира след 4:1 победи, а сръбският център става първият в историята на НБА играч, който в плейофите води по точки (600), борби (269) и асистенции (186).

## Национален отбор
През 2013 г. печели сребърен медал от Световното първенство до 19 г. През 2016 г. участва на Олимпийските игри в Рио де Жанейро, където Сърбия губи на финала от САЩ. През 2019 г. участва на Световното първенство и „репрезентацията“ завършва на пето място, след като отпада от Аржентина в 1/4-финалите.
През 2022 г. е част от състава на Сърбия за Евробаскет. „Плавите“ лесно печелят и петте си мача в груповата фаза, но губят от Италия на 1/8-финалите. Йокич е най-добрият играч на Сърбия на първенството, като записва средно по 21.7 точки, 10 борби и 4.3 асиснтеции.
На 10 юни 2024г., Йокич е включен в предварителния списък на състава на Сърбия за летните олимпийските игри в Париж. На 31 юли 2024г., Йокич записва 14 точки, 15 борби и 9 асистенции във втория двубой от груповата фаза срещу отбора на Пуерто Рико, превръщайки се в първия състезател на олимпийските игри постигнал 10+ точки, 15+ борби и 5+ асистенции в един двубой. На 6 август 2024г., в четвъртфиналите, Йокич повежда Сърбия до знаменит обрат - поставяйки нов олимпийски рекорд за най-голям стопен пасив от 24 точки, с великолепно представяне от 21 точки, 14 борби и 9 асистенции, заедно с 4 откраднати топки и 2 блокирани истрела, при победата с 95-90 продължения срещу Австралия. Той извежда Сърбия до бронзов медал, след като записа едва 5-ия трипъл-дабъл в историята на Олимпийските игри, побеждавайки Германия в мача за третото място. В 6 турнирни мача Йокич записа средно 18.8 точки, 10.7 борби и 8.7 асистенции, като стреля 53.8% от полето. Той също така води всички играчи по общ брой точки, борби, асистенции и откраднати топки, ставайки първият играч в историята на олимпийските турнири, който го прави. За изявите си Йокич беше включен в отбора на Олимпийската петица на звездите.

## Успехи
- Шампион на НБА – 2023
- MVP на финалите в НБА – 2023
- Най-полезен играч в НБА – 2021, 2022, 2023
- Мач на звездите в НБА – 2019, 2020, 2021, 2022, 2023, 2024, 2025
- MVP на финалите в западната конференция на НБА – 2023
- Отбор на сезона в НБА (първи състав) – 2019, 2021, 2022 (втори състав) – 2020, 2023
- MVP на Адриатическата лига – 2015
- В отбора на новобранците на сезона в НБА – 2016
- Баскетболист на годината в Сърбия – 2018, 2021